# Bruno Gadiol
Bruno Gadiol Antoniassi (São Paulo, 6 de junio de 1998) es un actor y cantante brasileño. En 2013 se dio a conocer cuando ganó el concurso de talentos del programa TV Xuxa que formaba el grupo KidX. En el 2016, se convirtió en semifinalista de la quinta temporada del programa de talentos The Voice Brasil. En 2017, debutó como actor interpretando a Guto en la vigésima quinta temporada de Malhação.

## Biografía
Bruno nació el 6 de junio de 1998 en el barrio de Paraíso, en São Paulo. A la edad de once años, su familia se mudó a un condominio en Barueri, y Bruno comenzó a asistir al Colégio Samarah, en la vecina ciudad de Cotia. En 2012 formó la banda Listras da Lombada con amigos del condominio - Gabi, Tutu, Lucas y Luquinha - con la que comenzó a actuar en eventos dentro del recinto y festivales de música, presentando el repertorio de la música pop y rock nacional. En 2012 protagonizó las obras El maravilloso mago de Oz y una adaptación de Glee.

## Carrera
En marzo de 2013, con catorce años, Bruno se apuntó al talent show que la presentadora Xuxa estaba montando en su programa, TV Xuxa, para formar un grupo mixto con jóvenes de 13 a 16 años que supieran cantar y bailar, inspirado en los moldes de éxitos internacionales, como S Club 7, A*Teens y Libert X, que recibió 2.000 inscripciones de todo Brasil. El 3 de agosto, luego de tres meses de pruebas y talleres de canto, baile y armonización vocal, se anunció que Bruno era uno de los elegidos para integrarse al grupo KidX junto a otros tres integrantes. El grupo ingresó al estudio para grabar un álbum de versiones de éxitos de la música pop de ese momento, el homónimo KidX, producido por Rick Bonadio y firmado por Sony Music, que fue lanzado el 18 de noviembre. En diciembre el grupo inició su primera gira. En 2014, la expectativa era que KidX lanzara un disco con un repertorio inédito, pero debido a la baja inversión y repercusión, la disquera decidió abortar el proyecto y dar por terminado el grupo. Ese año, después de la finalización del proyecto, Bruno comenzó a invertir en videos de portada en su propio canal de YouTube.
En 2016 estrenó la obra Meninos e Meninas, en la que protagonizó un beso homosexual. En el mismo año, se inscribió para la quinta temporada de The Voice Brasil, pasando la audición con tres aprobaciones al interpretar "Que Sorte a Nossa", de Matheus & Kauan, y eligiendo el equipo de Michel Teló para formar parte. Por los atributos físicos y el atractivo con el público joven, Bruno se hizo conocido como el “galán” de la temporada y fue comparado por la prensa con el actor Taylor Lautner. La artista llegó a las semifinales, dejando el programa en disputa por un lugar en la final del equipo de Michel frente a Mylena Jardim, quien se convertiría en la ganadora de la temporada.
En 2017, debutó como actor en televisión interpretando al retraído pianista Guto en la vigésima quinta temporada de Malhação: Viva a Diferença.

## Vida personal
En 2015, se matriculó en la Facultad de Publicidad y Propaganda de la Fundação Cásper Líbero y, al mismo tiempo, en el curso de teatro del Teatro Escola Macunaíma, abandonando el primero en el primer semestre cuando desarrolló una mayor afinidad por lo dramático. artes, graduándose como actor profesional. En 2016, también estudió teatro musical en Teen Broadway. El 12 de junio de 2018, lanzó un clip titulado "Seu Costume" en sociedad con Gabriel Nandes. Bruno aprovechó la historia del día y la fecha para declarar públicamente su homosexualidad.

## Filmografía
| Año       | Título                     | Personaje                        | Notas          |
| --------- | -------------------------- | -------------------------------- | -------------- |
| 2013      | TV Xuxa                    | El mismo                         | Cuadro: "KidX" |
| 2016      | The Voice Brasil           | El mismo                         | Temporada 5    |
| 2017-2018 | Malhação: Viva a Diferença | José Augusto Sampaio Neto (Guto) | Temporada 25   |
| 2020      | As Five                    | José Augusto Sampaio Neto (Guto) |                |
| 2021      | Sintonía                   | Levi                             | Temporada 2    |

## Teatro
| Año  | Título            | Personaje  |
| ---- | ----------------- | ---------- |
| 2012 | O Mágico de Oz    | Espantalho |
| 2016 | Meninos e Meninas | Leandro    |